# Ijiraq (vệ tinh)
Ijiraq (/ˈiːjɪrɑːk/ EE-yi-rahkEE-yi-rahk hay /ˈɪdʒɪrɑːk/ IJ-i-rahkIJ-i-rahk), hay Saturn XXII (22), là một vệ tinh tự nhiên dị hình của Sao Thổ chuyển động cùng chiều với Sao Thổ. Nó được phát hiện ra bởi nhóm Brett Gladman, John J. Kavelaars và các cộng sự vào năm 2000, và được đặt ký hiệu tạm thời là S/2000 S 6. Vào năm 2003 nó được đặt tên theo ijiraq, một sinh vật trong thần thoại Inuit.

## Quỹ đạo

Nhóm các vệ tinh dị hình chuyển động nghịch hành của Sao Thổ: Inuit (xanh lam) và Gallic (đỏ). Độ lệch tâm quỹ đạo được biểu thị bởi các đường màu vàng kéo dài từ cận điểm tới viễn điểm.

Ijiraq có quỹ đạo quay quanh Sao Thổ ở một khoảng cách trung bình là 11.1 Gm trong 451 ngày với một quỹ đạo rất giống của Kiviuq. Ijiraq được tin là ở trong một cộng hưởng Kozai: quỹ đạo của nó theo theo chu kỳ sẽ giảm độ nghiêng quỹ đạo đồng thời tăng độ lệch tâm và ngược lại. Acgumen của cận điểm quỹ đạo dao động trong khoảng 90° với một biên độ 60°.

## Đặc điểm vật lý
Trong khi vệ tinh Ijiraq là một thành viên của nhóm Inuit gồm các vệ tinh dị hình, các quan sát gần đây đã tiết lộ nó có màu đỏ một cách đặc biệt hơn các vệ tinh Paaliaq, Siarnaq và Kiviuq. Quang phổ dốc của nó (một phép đo năng suất phản xạ của một thiên thể theo bước sóng) thì dốc hơn hai lần so với các vệ tinh khác tỏng nhóm Inuit (20% mỗi 100 nm), tương tự với một thiên thể bên ngoài Sao Hải Vương màu đỏ như Sedna nhưng lại không xuất hiện trên vệ tinh dị hình. Thêm nữa, quang phổ của Ijiraq thiếu sự hút yếu gần 0.7 μm, được cho là do sự hydrat hóa nước có khả năng xảy ra, được tìm thấy ở ba vệ tinh còn lại.

## Tên gọi
Ijiraq được đặt tên vào năm 2003 theo ijiraq, một sinh vật trong thần thoại Inuit.
Kavelaars, một nhà thiên văn học tại Đại học McMaster, gợi ý cái tên này để giúp các danh pháp thiên văn học thoát ra khỏi lối mòn Greco-Roman-Phục hưng của nó. Ông đã dành ra nhiều tháng cố gắng tìm những cái tên vừa đa văn hóa vừa có tính chất Canadia, hỏi ý kiến các học giả thổ dân châu Mỹ mà không tìm được cái tên nào có vẻ phù hợp. Vào tháng 3 năm 2001, ông đang đọc một câu chuyện cổ tích Inuit cho con của mình và đã một sự phát hiện. Sinh vật ijiraq chơi trốn tìm, chính là trò mà những vệ tinh nhỏ của Sao Thổ này thực hiện: chúng rất khó tìm, và lạnh lẽo nhưng vùng bắc cực Canada (đội ngũ khám phá ra các vệ tình gồm những người Canada, Na-uy và Iceland (tính chất lạnh giá là những điểm chung của họ). Kavelaars liên hệ với tác giả của câu chuyện, Michael Kusugak, để xin phép ông ấy, và sau cùng cũng gợi ý tên cho Kiviuq và 90377 Sedna.